# Lijst van beelden in Etten-Leur
Dit is een (onvolledige) chronologische lijst van beelden in Etten-Leur. Onder een beeld wordt hier verstaan elk driedimensionaal kunstwerk in de openbare ruimte van de Nederlandse gemeente Etten-Leur, waarbij beeld wordt gebruikt als verzamelbegrip voor sculpturen, standbeelden, installaties, gedenktekens en overige beeldhouwwerken.
Voor een volledig overzicht van de beschikbare afbeeldingen zie: Beelden in Etten-Leur op Wikimedia Commons.

## Etten-Leur
| Geplaatst | Omschrijving                    | Kunstenaar                  | Straat                                      | Plaats     | Materiaal | Afbeelding |
| --------- | ------------------------------- | --------------------------- | ------------------------------------------- | ---------- | --------- | ---------- |
| 1893      | Sint Antonius van Padua         |                             | Van Bergenplein                             | Etten-Leur |           |            |
| 1904      | Adriaen van Bergen              | Bart van Hove               | Geerkade                                    | Etten-Leur |           |            |
| 1926      | Heilig Hartbeeld                | Kees Smout                  | Markt                                       | Etten      |           |            |
| 1935      | Luchtvaartmonument              | firma De Meteoor            | Rijsbergseweg                               | Etten-Leur |           |            |
| 1956      | Het leven van Franciscus        | Jacques van Rhijn           | Bisschopsmolenstraat                        | Etten-Leur |           |            |
| 1963      | Meisje met pop                  | Theo Forrer                 | Marijkeplein                                | Etten-Leur |           |            |
| 1964      | Moederschap                     | Jan van den Brink           | Kerkwerve 46                                | Etten-Leur |           |            |
| 1970      | De evolutie                     | Kees Keijzer                | Oderkerkpark                                | Etten-Leur |           |            |
| 1974      | De twee wethouders              | Kees Keijzer                | Concordialaan/ Brabantlaan                  | Etten-Leur |           |            |
| 1981      | D'n Dsjokkie                    | Willem Nagtzaam             | Markt                                       | Etten-Leur |           |            |
| 1983      | De uitvliegende vogel           | Niel Steenbergen            | Oderkerkpark                                | Etten-Leur |           |            |
| 1983      | Monument burgemeester Oderkerk  | Niel Steenbergen            | Oderkerkpark                                | Etten-Leur |           |            |
| 1990      | Vincent van Gogh                | Hein Vree                   | Binnentuin                                  | Etten-Leur |           |            |
| 1990      | De gehelmde                     | Wim Klabbers                | Nachtegaal/ Schoonhout                      | Etten-Leur |           |            |
| 1990      | Ridder Hertog Jan te paard      | Cor Nieuwlaat               | Namenstraat 8 (school)                      | Etten-Leur |           |            |
| 1991      | Mens in de ruimte               | Paulus Reinhard             | Praam                                       | Etten-Leur |           |            |
| 1993      | Waterbeeld Hooghuis             | Niko de Wit                 | Beatrixpark                                 | Etten-Leur |           |            |
| 1993      | Gekoesterde steen               | Adri Verhoeven              | Bredaseweg/ Schoonhout                      | Etten-Leur |           |            |
| 1994      | Herdenkingsplaquette WOII       | Levinus (Levien) Tollenaar  | Roosendaalseweg                             | Etten-Leur |           |            |
| 1995      | Monument Gesneuvelde Militairen | Niko de Wit & Frans Verhaak | Van Bergenplein                             | Etten-Leur |           |            |
| 1995      | De wimpel                       | Jan de Baat                 | Veldweg                                     | Etten-Leur |           |            |
| 1996      | Un Stijloor                     | Ron Dirven                  | Markt                                       | Etten-Leur |           |            |
| 1997      | Het nest                        | Margot Zanstra              | Alette Jacobslaan                           | Etten-Leur |           |            |
| 1999      | Verleden, heden en toekomst     | Eline Ouwendijk             | Beverdam/(Spoorlijn)                        | Etten-Leur |           |            |
| 2003      | Zonnebloemen met de kraaien     | Linda Scheepers             | Vinvent van Goghplein                       | Etten-Leur |           |            |
| 2004      | Halve cirkel met figuren        | Corry Ammerlaan-van Niekerk | Bisschopsmolenstraat                        | Etten-Leur |           |            |
| 2005      | De Jacht                        | Thom Puckey                 | Parklaan/ Couperuslaan                      | Etten-Leur |           |            |
| 2005      | Uilenbos                        | Marte Röling                | Parklaan/ van Berchemlaan                   | Etten-Leur |           |            |
| 2006      | Wiel van de vooruitgang         | Eric Verhelst               | Grauwe Polder/Munnikenhei                   | Etten-Leur |           |            |
| 2008      | Uitzicht                        | Jos Hamann                  | Vioolstraat                                 | Etten-Leur |           |            |
| 2009      | Close harmony                   | Thea van Vliet              | Concordialaan/ Hoffstraat                   | Etten-Leur |           |            |
| 2009      | Wright Flyer-replica            |                             | Roosendaalseweg/ Nijverheidsweg             | Etten-Leur |           |            |
| 2010      | De Zonnevanger                  | Maree Blok & Bas Lugthart   | Geerkade                                    | Etten-Leur |           |            |
| 2013      | De Fietser                      | Tijmen Smit                 | Pottenbakkerstraat                          | Etten-Leur |           |            |
| 2015      | Taluton                         | Marjet Wessels Boer         | Elisabethpark/ Bernhardlaan                 | Etten-Leur |           |            |
| 2016      | Duurzaamheid                    | Martijn Kips                | Oostpoort/Bredaseweg                        | Etten-Leur |           |            |
| 2020      | Animo                           | Saske van der Eerden        |                                             | Etten-Leur |           | Animolang  |
|           | Arlésienne                      | Marius van Beek             | A.M. de Jongstraat                          | Etten-Leur |           | Animolang  |
|           | Kinderen rond de meiboom        | Kees Keijzer                | Banakkerstraat 39 (school)                  | Etten-Leur |           |            |
|           | Heilig Hart                     |                             | Banakkerstraat 39 (school)                  | Etten-Leur |           |            |
|           | De vier Seizoenen               | Jan Gladdines               | Banakkerstraat 39 (school)                  | Etten-Leur |           |            |
|           | De vier Heemskinderen           |                             | Banakkerstraat 39 (school)                  | Etten-Leur |           |            |
|           | Sint Jozef                      |                             | Bisschopsmolenstraat                        | Etten-Leur |           |            |
|           | Maria                           |                             | Bisschopsmolenstraat                        | Etten-Leur |           |            |
|           | De ezel                         | Tom Claassen                | Rochussenlaan                               | Etten-Leur |           |            |
|           | Spelende kinderen               | Gerrit de Morée             | Voorsteven 88, (Gezondheidscentrum De Keen) | Etten-Leur |           |            |